# Fatty teinturier
Pour plus de détails, voir Fiche technique et Distribution.
Fatty teinturier (Fatty's Tintype Tangle) est un film américain réalisé par Roscoe Arbuckle, sorti en 1915.

## Fiche technique
- Titre : Fatty teinturier
- Titre original : Fatty's Tintype Tangle
- Réalisation : Roscoe Arbuckle
- Pays de production :  États-Unis
- Format : Noir et blanc - 1,33:1 - Film muet
- Genre : Comédie
- Durée : 27 minutes
- Dates de sortie :
  - États-Unis : 26 juillet 1915

## Distribution
- Roscoe Arbuckle : Fatty
- Norma Nichols : la femme de Fatty
- Edgar Kennedy : Edgar
- Louise Fazenda : la femme d'Edgar
- Josef Swickard : le photographe
- Frank Hayes : chef de police

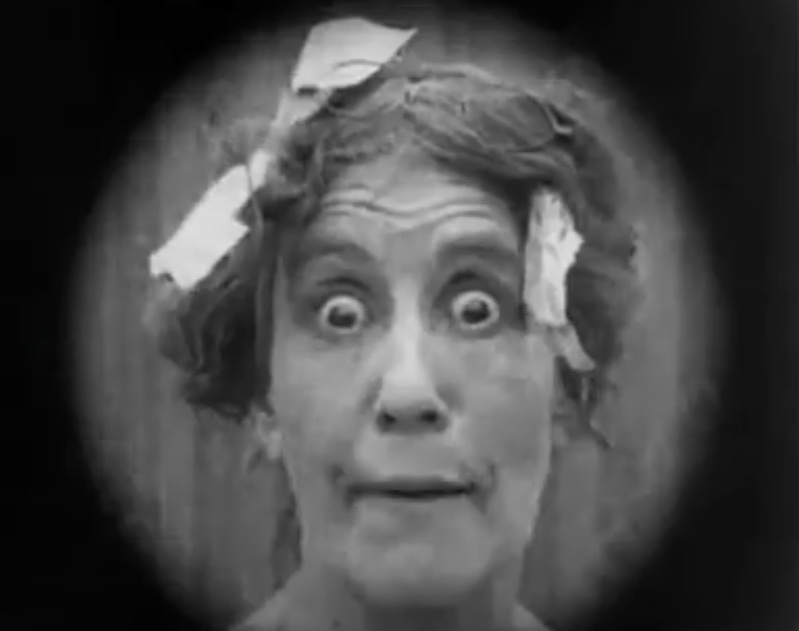
Mai Wells dans une scène du film.

- Mai Wells : la belle-mère de Fatty